# Omicidio di Nieri e Paolini
L'omicidio di Pietro Nieri e di Enrico Paolini è un omicidio squadrista avvenuto a Viareggio il 16 maggio 1921 durante scontri di piazza tra simpatizzanti di sinistra e fascisti, nel contesto degli anni delle violenze fasciste (Biennio nero) immediatamente successive al Biennio rosso.

## Antefatti
Il 2 maggio 1921, un gruppo di fascisti assaltò la sede della Lega dei Maestri d’Ascia e Calafati di Viareggio, in un momento in cui era semideserta, vandalizzandola e rubandone la bandiera. 
Il 4 maggio, i rappresentanti dei lavoratori della Darsena decretarono lo sciopero generale chiedendo la "restituzione della bandiera asportata dai fascisti".
Il 16 maggio, Carlo Scorza, segretario del locale partito fascista, dichiarò che la bandiera era stata distrutta e che pertanto non era possibile restituirla. Lo scioperò generale cessò.

## Avvenimenti
Lo stesso giorno, le elezioni comunali decretarono la vittoria del partito comunista; ne seguì una manifestazione spontanea dei simpatizzanti di sinistra. Dal corteo si staccò un gruppo capeggiato da Alessandro Bandoni, che era stato uno dei capi delle Giornate rosse di Viareggio e che si diresse verso la sede del locale partito fascista, in via Garibaldi. Bandoni, dopo aver deriso i fascisti, li sfidò a un confronto fisico. 
Questi accettarono la sfida, scegliendo come luogo dello scontro Piazza Vittorio Emanuele, detta Piazza Grande, alle 18 di quello stesso giorno e lo scontro si sarebbe dovuto svolgere senza fare ricorso ad armi. 
All'ora convenuta, un gran numero di simpatizzanti di sinistra, capitanati da Bandoni, si trovarono contro una quindicina di fascisti, guidati dall'avvocato Lino Reggiani. La piazza era presidiata da quindici carabinieri, da agenti del commissariato di polizia e da un reparto di cinquanta soldati del 19º Artiglieria, con il compito di evitare scontri. 
I due gruppi convennero di non procedere alla sfida ma, per motivi ignoti, la rissa iniziò lo stesso. 
Dopo pochissimo tempo, furono esplosi numerosi colpi d'arma da fuoco e caddero a terra il calafato Pietro Nieri e il marinaio Enrico Paolini, che peraltro pare non partecipasse agli scontri, entrambi venticinquenni.  Altri feriti per arma da fuoco furono Ottavio Orlandi e Gino Fiorelli.

## Processo
Secondo la relazione medico legale Pietro Nieri fu colpito alla testa da un proiettile blindato calibro 9 con capsula esplosiva, sparato alle spalle mentre si trovava piegato in avanti, da circa dieci metri di distanza e usando una pistola automatica. 
Paolini fu colpito alle spalle da un proiettile blindato di piccolo calibro che perforò polmone e cuore e fuoriuscì dal torace. 
Nieri fu rinvenuto nel centro di piazza Vittorio Emanuele, mentre Paolini all’angolo tra la via Battisti e la via San Francesco. 
Il successivo processo si concluse il 20 marzo 1922 con il non luogo a procedere, nonostante che una testimonianza indicasse i nomi di diversi fascisti armati e che il 23 settembre 1921 il giornale fascista Il Popolo d'Italia avesse pubblicato una rivendicazione dei fatti.

## Effetti
- Piazza Vittorio Emanuele, detta Piazza Grande, è oggi Piazza Nieri e Paolini.
- Annualmente viene organizzata dalla Lega dei Maestri d’Ascia e Calafati di Viareggio una borsa di studio intitolata a Nieri e Paolini.